# Jardín Alpino Saussurea

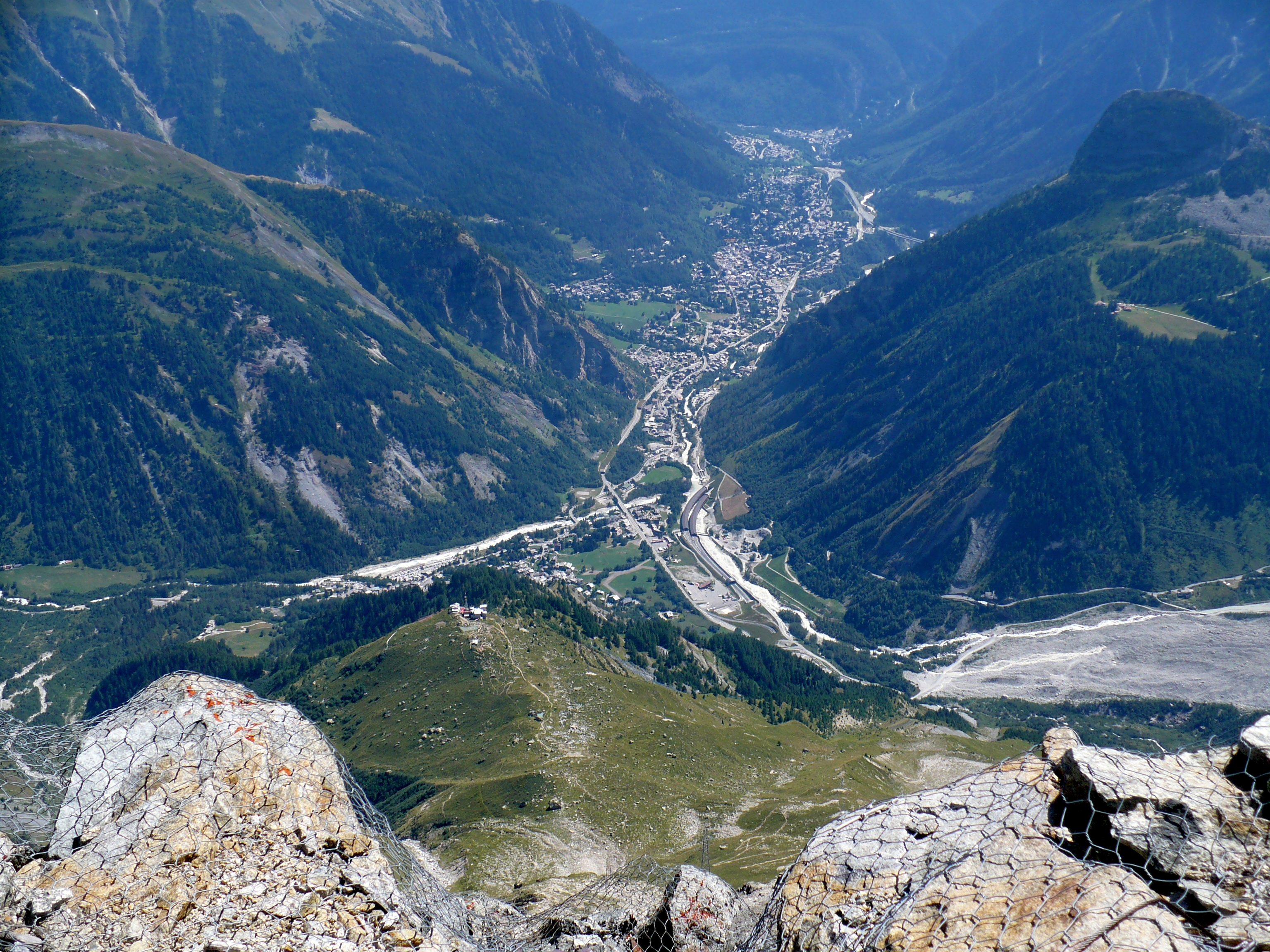
Vista desde la cima sobre Courmayeur.

El Jardín Alpino Saussurea (en francés: Jardin botanique alpin Saussurea, en  italiano: Giardino alpino Saussurea), es un jardín botánico alpino de unos 7000 m² de extensión en el Valle de Aosta, Italia.

## Localización
El jardín alpino Saussurea se encuentra en "Pavillon du Mont Fréty", una terraza natural entre el glaciar y la morrena del "Fréty Mont" y los de la "Aiguille de Toula", en el lado sur del macizo del Mont Blanc, en el territorio de Courmayeur y se llega a él por el teleférico de los Glaciares, o recorrer el sendero con el número 20 de La Palud (Courmayeur) con dirección al "refúgio Pabellón"  (duración de la caminata de 2h00'-2h30'). 
Situado a 2173 m s. n. m. cerca del Courmayeur, es el jardín botánico más alto de Europa, en el límite fronterizo con Italia en el Valle de Aosta.45°47′0″N 6°58′0″E / 45.78333, 6.96667
Abre al público de julio a septiembre.

## Historia
Fue fundado en el 1984 en la región autónoma "Valle d'Aosta" por  el "Corpo Forestale dello Stato", siendo inaugurado tres años más tarde. 
Con los años gracias al aspecto de la protección de especies y su estudio se ha incrementado la aparición del turismo.  
Desde 1987 existe también el proyecto "Espace Mont Blanc", un proyecto que busca crear condiciones para el surgimiento futuro de un parque internacional del área del Mont Blanc.
El jardín alpino de Saussurea es uno de los cuatro jardines botánicos alpinos del Valle de Aosta, y alberga la flora alpina típica del Mont Blanc.
Se lo nombra en honor de Horace-Bénédict de Saussure, quién efectuó la primera ascensión reconocida al "Mont Blanc" en el 1786 y del cual también toma su nombra la especie Saussurea alpina. 
El jardín se ve como un conjunto que recoge los principales medioambientes del Valle de Aosta, y de esta manera promover la valoración del patrimonio botánico local, unido al disfrute por parte del público.

## Colecciones
El jardín Sausarrea está dividido en dos partes; 
En primer lugar, el entorno natural, que está representado por los pastos alpinos, humedales, el Macereto, los valles nevados, L'alneto e Il rododendro-arándano(vaccinieto).
De otra parte en la rocalla con las especies dispuestas según el medioambiente de su origen geográfico, son varios los hábitat, así el Valle de Aosta, Zona de hierbas oficinales, Alpes occidentales, América del Norte y flora calcícola
El banco de semillas está en proceso de reestructuración.
Se están construyendo el muro de los helechos, un herbario y seminoteca, mientras que ya existe un Index Seminum.

### La Fundación Saussurea
Actualmente el "Giardino Alpino Saussurea" está administrado por la Fondazione Saussurea, durante un tiempo denominada Fondazione Donzelli, Gilberti e Ferretti, debe su nombre a su promotor, el Conde Giovanni Battista Gilberti, y al de su fundador, Laurent Ferretti.
Actualmente existe un inventario de líquenes.